# Nectarinia coquerellii
Nectarinia coquerellii é uma espécie de ave da família Nectariniidae.
Pode ser encontrada nos seguintes países: Comores e Mayotte.
Os seus habitats naturais são: florestas subtropicais ou tropicais húmidas de baixa altitude.